# جان بايبر
جان ستيفن بايبر (بالإنجليزية: John Piper) (من مواليد 11 يناير 1946 في تشاتانوجا، تنسي) مؤلف وواعظ معمداني مصلح يعمل حالياً راعياً في كنيسة بيت لحم المعمدانية في منيابولس، مينيسوتا. وهو مؤلف عدة كتب، من بينها الخطايا المثيرة، ما يطلب يسوع من العالم، مثقوب بالكلمة، عاطفة الله لمجده، والأكثر مبيعاً لا تبدد حياتك وآلام يسوع المسيح. كما يرأس منظمة اسمها ديزايرينك كود (الرغبة في الله).

## وصلات خارجية
- Resources in Arabic
- ألإساءة الأعظم: هل حقاً صُلِب المسيح
- الإرساليات: صيحة الحرب في حياة اللذة المسيحية
- المال: دوره كعملة اللذة المسيحية
- كيف نستطيع أن نحب جارنا المسلم
- مسرة الله: معنى اللذة (البهجة) والمتعة الحقيقية من منظور المسيحية
- الكتاب المقدس: إضرام اللذة المسيحية
- الإيمان بالمسيح، اختبار اللذة (البهجة) المسيحية
- إسرائيل، فلسطين، والشرق الأوسط
- موقع الزواج في قالب اللذة المسيحية
- الصلاة: قوة المتعة المسيحية
- العبادة: وليمة اللذة المسيحية